# Märta Gustafson-Broberg
Märta Erika Gustafson-Broberg, född 23 februari 1906 i Hackvads församling Örebro län, död 30 april 1990 i Johannebergs församling i Göteborg, var en svensk målare.
Gustafson-Broberg studerade konst för Otte Sköld och Isaac Grünewald 1940–1943. Hon medverkade i utställningen God konst i alla hem som visades i Stockholm 1944. Tillsammans med Barbro Elmqvist-Leyman och Märta Laurentzi ställde hon ut på Olsens konstsalong i Göteborg 1949. Hennes konst består av figurmåleri, interiörer, blomsterstilleben och landskapsskildringar i olja. År 1950 gifte hon sig med konstnären Iwan Broberg. Märta Gustafson-Broberg är begravd på Mariebergs kyrkogård i Göteborg.